# Gira Desconocida
La quinta gira de Marta Sánchez en solitario donde nos presenta con su nuevo disco Desconocida como primer sencillo "Desconocida".

## Lista de canciones
1. "Desconocida" (Lazy mix radio)
2. "Dime la verdad"
3. "De mujer a mujer"
4. "Amor perdido"
5. "Moja mi corazón"
6. "Quiero más de ti"
7. "Corazón que mira al sur"
8. "Kiss"
9. "Después de ti"
10. "El juego ha terminado"
11. "Inocente"
12. "Mi ángel"
13. "Los mejores años de nuestra vida"
14. "Loca de amor"
15. "Knocking on heaven's door"
16. "Desesperada"
17. "Desconocida"
18. "Vivo por ella"
19. "Lili Marlén"
20. "Con solo una mirada"
21. "Soldados del amor"
22. "Desconocida" (fun mix radio)

## Fechas de la gira
| Europa               |              |        |                  |
| 24 de mayo de 1999   | Barcelona    | España | Auditori         |
| 22 de agosto de 1999 | Villalba     | España | Recinto ferial   |
| 1 de octubre de 1999 | Torremolinos | España | Gran Casino      |
| 31 de julio de 2000  | La Coruña    | España | Plaza María Pita |
| 3 de agosto de 200   | Huelva       | España | Recinto ferial   |
| 14 de agosto de 2000 | Ciudad Real  | España | Campo de fútbol  |
| 15 de agosto de 2000 | Valencia     | España | Campo de fútbol  |
| 20 de agosto de 2000 | Mallorca     | España | Campo de fútbol  |
| 23 de agosto de 200  | Castellon    | España | Plaza de Tros    |
| 29 de agosto de 2000 | Murcia       | España | Campo de fútbol  |

- Datos: Q28501113